# Rosa Maria Suñé i Colell
Rosa Maria Suñé i Colell (Manresa, 1944 - 1989) va ser un referent de l'assistència social a Catalunya. El 1966 es va diplomar com a assistent social a l'Escola de Formació Social Torres i Bages de Manresa.
Va treballar a Càritas Parroquial de Sant Vicenç de Castellet i també a Càritas Interparroquial de Manresa. Va ser la promotora i assistent social del Servei Municipal de Planificació Familiar de Manresa.
Va exercir com a coordinadora de l'equip directiu de l'Escola Formació Social Torras i Bages de la capital del Bages, de 1973 al 1979. També va ser professora a aquesta mateixa escola i a l'Escola d'Assistents Socials de Barcelona. A més, va ser la presidenta, durant dues legislatures, de l'Associació d'Assistents Socials de Manresa.

## Altres pioneres del treball social
- Teresa Majem Jordi
- Rosa Roca Soriano
- Nati Mir Rocafort